# Olivia Colman
Olivia Colman   (Norwich, 30 de gener de 1974) ės una actriu anglesa.

## Biografia
Colman apareix primer a papers secundaris de sèries de televisió còmiques, com Twenty Twelve, Peep Show, Rev. o Green Wing, però destaca internacionalment amb el seu paper al film dramàtic Tyrannosaur i assoleix un cert nombre de guardons, entre els quals el Premi especial del jurat del Festival de cinema de Sundance amb el seu company a la pantalla Peter Mullan. En el transcurs del Festival del film de Chicago, el jurat li concedeix un esment especial, afegint-hi la cita següent: 
| « | per a la interpretació increïble d'una dona que fa sortir cada nota de la seva vulnerabilitat, del seu poder i del seu humor. | » |

L'any 2013, assoleix dos premis British Academy Television Awards a la millor actriu per a Twenty Twelve i Accused, abans d'assolir-ne un de nou l'any següent, el de la millor actriu en una sèrie dramàtica, per al seu paper a la sèrie policíaca Broadchurch on actua al costat de David Tennant, tots dos aclamats per la crítica. El 2018 va rebre la Copa Volpi per la millor interpretació femenina per a la seva interpretació d'Anna d'Anglaterra a The Favourite de Iorgos Lànthimos, per la que també va guanyar l'Oscar a la millor actriu, el BAFTA a la millor actriu i el Globus d'Or.
L'any 2019, s'uní al càsting de la sèrie d'èxit The Crown difosa per Netflix. Reemplaça llavors Claire Foy en el paper d'Isabel II.
Està casada des de 2001 amb Ed Sinclair. Té tres fills: Finn (nascut l'any 2005), Hall (nascut l'any 2007) i un tercer fill (nascut l'octubre de 2015).

## Filmografia

### Cinema
- 2004: Terkel i knibe: la mare de Terkel
- 2005: Zemanovaload: la productora de televisió
- 2005: One Day (curtmetratge): la mare de Ian
- 2006: Confetti: Joanna
- 2007: Hot Fuzz d'Edgar Wright: PC Doris Thatcher
- 2007: Grow Your Own: Alice
- 2007: I Could Never Be Your Woman: la perruquera
- 2007: Dog Altogether de Paddy Considine (curt): Anita
- 2009:  Donk & Scor-zay-zee: Olivia
- 2011: Tyrannosaur de Paddy Considine: Hannah
- 2011: Arrietty i el món dels remenuts (借りぐらしのアリエッティ) de Hiromasa Yonebayashi: Homily
- 2011: La dama de ferro (The Iron Lady) de Phyllida Lloyd: Carol Thatcher
- 2012: Hyde Park on Hudson de Roger Michell: la Reina Elizabeth
- 2013: I Give It a Year de Dan Mazer: el conseller conjugal
- 2014: Locke  de Steven Knight: Bethan
- 2014: The Kármán Line (curt) d'Oscar Sharp :
- 2014: Cuban Fury : Sam
- 2015: The Lobster de Yórgos Lánthimos: la directora de l'hotel
- 2015: Sodor's Legend of the Lost Treasure: Marion (veu)
- 2015: London Road de Rufus Norris: Julie
- 2017: El Crim de l'Orient Exprés de Kenneth Branagh: Hildegarde Schmidt
- 2018: The Favourite de Yorgos Lanthimos: Anna de la Gran Bretanya
- 2019: Them That Followde Britt Poulton i Dan Madison Savag: Hope Slaughter
- 2020: The Father, de Florian Zeller: Anne
- 2020: Connected, de Mike Rianda: PAL
- 2023: Wonka, de Paul King.

### Televisió
- 2000: Bruiser: diversos personatges
- 2001: The Mitchell and Webb Situation: diversos personatges
- 2001: People Like Us: personatge desconegut (episodi 2.1: The Vicar)
- 2001: Mr Charity (episodi 1.5: Nice to Feed You)
- 2001: Comedy Lab: Linda (Daydream Believers: episodi Brand New Beamer)
- 2002: Rescue Me: Paula (episodi 1.4)
- 2002: Holby City: Kim Prebble (episodi 4.45: New Hearts, Old Resultats)
- 2002: The Office: Helena (episodi 2.6)
- 2003: Gash: diversos personatges
- 2003: Eyes Down: Mandy Foster (episodi 1.3: Stars in Their Eyes)
- 2003: The Strategic Humor Iniciative: diversos personatges
- 2003–2010: Peep Show: Sophie Chapman
- 2004: Black Books: Tanya (episodi 3.2: Elephants and Hens)
- 2004: Swiss Toni: Linda Byron (episodi 2.1: Troubleshooter)
- 2004: NY-LON: Lucy (episodi 1.5: Something About Family)
- 2004: Coming Up: la recepcionista (episodi 2.1: The Baader Meinhoff Gang Show)
- 2004–2006: Green Wing: Harriet Schulenburg
- 2005: Angell's Hell: Belinda
- 2005:  Look Around You':: Pam Bachelor
- 2005: Help: personatge desconegut (episodi 1.6)
- 2005: The Robinsons: Connie (episodi 1.3)
- 2005: Murder in Suburbia'': Ellie (episodi 2.6: Golden Oldies)
- 2005: ShakespeaRe-Told: Ursula (episodi 1.1: Molt soroll per a res)
- 2006–2008: That Mitchell and Webb Look: diversos personatges
- 2007: The Grey Man: Linda Dodds
- 2007: The Time of Your Life: Amanda
- 2008: Love Soup: Penic (episodi 5.1: Integrated Logistics)
- 2008: Hancock and Joan (telefilm): Marion
- 2008: Consuming Passion (telefilm): Janet / Violetta Kiss
- 2008–2009: Beautiful People: Debbie Doonan
- 2009: Skins: Gina Campbell (episodi 3.6: Naomi)
- 2009: Inspector Barnaby: Bernice (episodi Small Mercies)
- 2009: Mister Eleven: Beth
- 2010: Doctor Who: el presoner zero (episodi 5.1: El Presoner zero)
- 2010–: Rev. : Alex Smallbone
- 2011: Exilia : Nancy Ronstadt
- 2011–2012: Twenty Twelve: Sally Owen
- 2012: Accused: Suea (episodi 2.2: Mo's Story)
- 2012: Bad Sugar :
- 2013–2017 : Broadchurch: DS Ellie Miller
- 2013: The Suspitions of Mr Whicher II: The Murder In Angel Lane: Susan Spencer
- 2013: Run: Carol
- 2013: The Thirteenth Tale : Margaret Lea
- 2013: The Five(ish) Doctors Reboot (documental-pastitx de la sèrie Doctor Who): ella mateixa
- 2014: The 7.39 (telefilm): Maggie Matthews
- 2014: W1HA: Sally Owen (cameo)
- 2014: Mr. Sloane: Janet
- 2014: The Secrets: Pippa (episodi 1)
- 2015: This is Jinsy: Joan (episodi 2.8: The Golden Woggle)
- 2015: Thomas and Friends: Marion (veu)
- 2016: Fleabag: la sogra
- 2016: The Night Manager: Angela Burr
- 2016: Flowers : Deborah Flowers
- 2016–2018: The Secret Life of the Zoo
- 2018-: The Crown: Elisabeth II
- 2019: Les Misérables: Madame Thénardier
- 2022: Heartstopper: Sarah Nelson

## Premis i nominacions

### Premis
- 14a cerimònia premis British Independent Film 2011: Millor actriu a un drama per a Tyrannosaur (2011).
- cerimònia Festival internacional del film de Chicago 2011: Guanyadora del Premi Hugo de diners de la millor actriu a un drama per a Tyrannosaur (2011) (Per a la interpretació increïble d'una dona fent sortir cada nota de la seva vulnerabilitat, del seu poder i del seu humor).
- Festival Internacional de Cinema d'Estocolm 2011: Guanyadora de l'esment d'honor de la millor actriu a un drama per a Tyrannosaur (2011) (Per a la interpretació increïble d'una dona que sobresurt els seus problemes personals i tenda de trobar el Bé fins a la negror més profunda de la naturalesa humana).
- Festival del film de Sundance 2011: Guanyadora del Premi Especial del Jurat de la millor interpretació a un drama per a Tyrannosaur (2011) compartida amb Peter Mullan (Per a la interpretació increïble d'un home assaltat per una violència i una rabia auto-destructor, troba una sort de redempció sota la forma d'Hannah, una treballadora social cristiana, amagant igualment d'un secret devastador).
- 15 cerimònia remis de les British Independent Film 2012: Millor actriu secundària en un drama biogràfic per a Cap de setmana reial (2012). cerimònia
- 2012: Premis Broadcasting Press Guild a la millor actriuen una mini-sèrie de televisió per Exile (2011) i a una sèrie televisada còmica per a Rev. (2010).
- 2012: premis Broadcasting Press Guild a la millor esperança a una mini-sèrie televisada per Exile (2011) i a una sèrie televisada còmica per a Rev. (2010).
- 17 cerimònia emis Empire 2012: millor actriu dramàtica per a Tyrannosaur (2011).
- cerimònia 2012: premis Evening Estàndard British Film a la millor actriu dramàtica per a Tyrannosaur (2011).
- 2012: Premis London Film Critics Circle a l'actriu britànica de l'any en un drama per a Tyrannosaur (2011) i a un drama biogràfic per a La dama de ferro (2011).
- Festival 2 cinema de Valenciennes 2012: Guanyadora del Premi d'interpretació femenina a un drama per a Tyrannosaur (2011).
- 60 cerimònia remis British Academy Television 2013: Millor actriu secundària en una sèrie de televisió dramàtica per a Accused (2012).
- 60 cerimònia cerimònia remis British Academy Television 2013: Millor actuació femenina a un programa còmic per a Twenty Twelve (2012).
- 19 cerimònia cerimònia remis Chlotrudis 2013: Millor actriu en un drama per a Tyrannosaur (2011).
- cerimònia 2013: Premi Crime Thriller a la millor actriu principal en una sèrie televisada dramàtica per a Broadchurch (2013-).
- 2013: Premis Royal Television Society a la millor actriu en una sèrie televisada dramàtica per a Accused (2012).
- 61 cerimònia remis British Academy Television 2014: millor actriu en una sèrie televisada dramàtica per a Broadchurch (2013-).
- cerimònia 2014: Premis Broadcasting Press Guild a la millor actriu a una sèrie televisada dramàtica per a Broadchurch (2013-).
- 2014: Royal Television Society Awards de la millor actriu a una sèrie televisada dramàtica per a Broadchurch (2013-).
- cerimònia :74 cerimònia premis Globus d'Or del 2017: Millor actriu secundària en una sèrie, una mini-sèrie o un telefilm per a The Night Manager (2016).
- Mostra cerimònia de Venècia 2018: Copa Volpi per la millor interpretació femenina per a The Favourite
- Globus d'Or del 2019: Globus d'Or a la millor actriu musical o còmica per a The Favourite
- Oscar a la millor actriu el 2019 per a The Favourite[4]

### Nominacions
- Festival de televisió de Monte-Carlo 2007: Nominada al Premi de la Nimfa d'or de la millor actriu a una sèrie televisada còmica per a Peep Show (2003-2015).
- 2008: British Comedy Awards de la millor actriu de comèdia a la televisió a una sèrie televisada còmica per a Peep Show (2003-2015).
- Festival de televisió de Monte-Carlo 2008: Nominada al Premi de la Nimfa d'or de la millor actriu a una sèrie televisada còmica per a That Mitchell and Webb Look (2008).
- 59e cerimònia de les British Academy Television Awards 2012: Millor prestació femenina a una sèrie televisada còmica per a Twenty Twelve (2011). cerimònia
- 2012: British Comedy Awards de la millor actriu de comèdia a la televisió a una sèrie televisada còmica per a Twenty Twelve (2011) i a una sèrie televisada còmica per a Rev. (2010).
- 16a cerimònia dels Satellite Awards 2011: millor actriu a un drama per a Tyrannosaur (2011).
- 2013: Broadcasting Press Guild Awards de la millor actriu a una sèrie televisada dramàtica per a Accused (2012) i a una sèrie televisada còmica per a Twenty Twelve (2011).
- Festival de televisió de Monte-Carlo 2013: Nominada al Premi de la Nimfa d'or de la millor actriu a una sèrie televisada dramàtica per a Broadchurch (2013-).
- 2014: Gold Derbi Awards de la millor actriu TV principal a una sèrie televisada dramàtica per a Broadchurch (2013-).
- 42a cerimònia dels Internacional Emmy Awards 2014: Millor prestació per a una actriu a una sèrie televisada dramàtica per a Broadchurch (2013-).
- 19a cerimònia dels Nacional Television Awards 2014: Meilleur detectiu a la televisió a una sèrie televisada dramàtica per a Broadchurch (2013-).
- 18a cerimònia dels Satellite Awards 2014: Millor actriu a una sèrie dramàtica per a Broadchurch (2013-).
- 2014: TV Quick Awards de la millor actriu a una sèrie televisada dramàtica per a Broadchurch (2013-).
- 2015: Premis BAFTA de televisió a la millor actuació femenina a una sèrie de televisió còmica per a Rev. (2010).